# INS Chakra II
INS Chakra II je indická útočná jaderná ponorka sovětského Projektu 971U (v kódu NATO třída Akula II). Ponorka byla postavena v letech 1993–2009 pro ruské námořnictvo jako K-152 Nerpa. V roce 2011 byla uzavřena rusko-indická dohoda o jejím desetiletém zapůjčení indickému námořnictvu. Indické námořnictvo ponorku zařadilo do služby dne 4. dubna 2012 pod staronovým jménem INS Chakra II. Stala se tak jednou ze šesti zemí, provozujících ponorky na jaderný pohon (další jsou Čína, Rusko, USA, Velká Británie a Francie). Chakra měla mimo jiné chránit domácí raketonosnou jadernou ponorku INS Arihant, která měla vstoupit do služby do konce roku 2012.
Jméno INS Chakra nesla první indická jaderná ponorka, sovětská K-43 Projektu 670 (v kódu NATO třída Charlie I) zapůjčená Indii v letech 1988–1991.

## Stavba

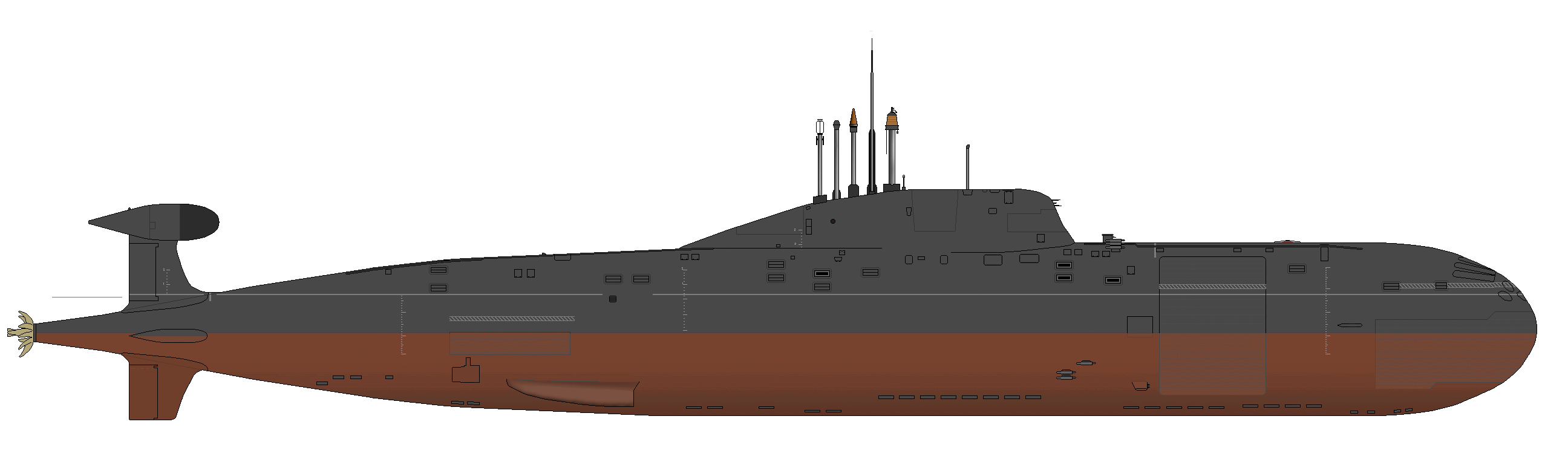
Boční pohled na ponorku Projektu 971U

Stavba Něrpy byla zahájena roku 1993 v loděnici v Komsomolsku. Na vodu byla spuštěna roku 2008. Během zkoušek na ní v listopadu 2008 došlo k nehodě, při které zahynulo 20 osob (šest námořníků a 14 civilních pracovníků z loděnice). Členové posádky zahynuli po náhodné aktivaci hasicího systému, který vzduch v interiéru vyměnil za freon. Do operační služby ji ruské námořnictvo zařadilo roku 2009.